# Коврай Другий
Ковра́й Другий —  село в Україні, у Золотоніському районі Черкаської області. Входить до складу Гельмязівської сільської громади. Населення — 489 осіб (2001).
Село розташоване за 18 км від районного центру — міста Золотоноша, неподалік від автошляху Н08.

## Історія
Село виникло у першій чверті XVIII століття.[джерело?]
123 мешканця села загинули у радянсько-німецькій війні.[джерело?]
17 вересня 1992 року утворилася сільська рада.[джерело?]

## Сучасність
На території сільської ради працює СТОВ «Світанок», засновником якого є СТОВ «Пальміра».[джерело?]

## Відомі люди
В селі народилися:
- Педько Василь Федорович — Герой Радянського Союзу[1];
- Лісовий Микола Леонідович — генерал;
- Лісовий Михайло Павлович — академік, директор Інституту захисту рослин;
- Нєхорошев Степан Степанович — краєзнавець.